# 郭松海
郭松海（1943年—），汉族，中华人民共和国政治人物、第十一届全国政协委员。
加入中国民主同盟，担任山东经济学院房地产经济研究所所长、山东省政府参事。2008年，当选第十一届全国政协委员，代表中国民主同盟，分入第六组。